# MyAnna Buring
My Anna Margaretha Buring Rantapää (Sundsvall, 2 de setembro de 1979), mais conhecida como MyAnna Buring, é uma atriz sueca que atualmente reside no Reino Unido. Ela é conhecida por atuar nos filmes The Descent (2005), Kill list (2011), e Saga Crepúsculo: Amanhecer Parte 1 e Parte 2. Na televisão, é lembrada por atuar na série Ripper Street (2012 - 2016), da BBC, e em The Witcher (2019 - 2023), da Netflix.

## Biografia
My Anna Margaretha Buring Rantapää nasceu em 22 de setembro de 1979, em Sundsvall, na Suécia, e se mudou pouco tempo depois para o Oriente médio. Seu pai, Klaas, era um ortopedista e cirurgião, enquanto sua mãe vendia casacos de pele e árvores de Natal no Kuwait. MyAnna fez seu ensino secundário na American British Academy, na cidade de Mascate, em Omã, com sua amiga de infância Stegath Dorr.
Na adolescência, Myanna abandonou temporariamente a escola e trabalhou como colecionadora de vidro em um bar em Estocolmo. Após isso, ela se mudou para a Inglaterra, onde ela completou seu Bacharelado Internacional em um internato de Oxford. Ela estudou Teatro na Universidade de Bristol e, depois, se formou na London Academy of Music and Dramatic Art (LAMDA), em 2004. Ela também foi assistente de direção da Companhia de Teatro MahWaff. 

## Carreira

### Televisão
Em 2006, MyAnna apareceu no episódio "The Impossible Planet" da série Doctor Who. Sua personagem, Scooti, faleceu no vácuo do espaço. Buring também atuou como Debbie em Much Ado About Nothing (BBC One), em Midsomer Murders (ITV), Casualty (BBC One) e Murder Prevention (Channel 5). 
MyAnna atuou como a estudante e ativista pela paz Adriana Doyle no segundo episódio da terceira temporada de Inspector George Gently, produzido pela BBC One e filmado no Reino Unido em outubro de 2010. Em 2012, Buring atuou em vários papéis secundários nas séries de drama da BBC Blackout e Ripper Street. A atriz também participou do elenco de Downton Abbey, interpretando a empregada Edna Braithwaite no especial de Natal de 2012 e na quarta temporada. Em dezembro de 2012, ela fez a protagonista de The Poison Tree, um drama de duas partes transmitido no ITV1. Nele, ela interpretou Karen Clarke, uma mulher assombrada pelo seu passado, e que eventualmente é alcançada por ele. 
Em 2013, Buring apareceu em um episódio da série Crossing Lines, da NBC, interpretando a vilã Anika Hauten. Em julho de 2017, ela atuou no drama de quatro partes da BBC In The Dark, em que fez o papel principal de Helen Weeks, uma inspetora da polícia de Manchester. De 2019 a 2023, ela interpretou o papel de Tissaria de Vries em The Witcher, série de fantasia da Netflix. 
Ela também interpretou Dawn Sturgess na série The Salisbury Poisonings, de 2020. Em 2022, ela fez o papel de Kate Carson na série de drama da BBC The Responder. 

### Cinema
Em seu primeiro papel para o cinema, MyAnna interpretou uma personagem principal no filme The Descent, em 2005, como uma das protagonistas a descer em um sistema de cavernas desconhecido. Buring também apareceu na sequência desse filme, The Descent Part 2, na forma de flashbacks. Outros papéis da atriz no cinema foram:
- Doomsday, em 2008.
- Credo, em 2008, interpretando a personagem Alice.
- A protagonista feminina do filme Lesbian Vampire Killers, lançado nos cinemas britânicos em março de 2009.
- Witchville, em maio de 2010 para o canal SyFy, interpretando a personagem Josefa.
- Tanya do Coven Denali na Saga Crepúsculo: Amanhecer Parte 1 e Parte 2.
- Kill List, 2011, como a mulher do protagonista.

### Teatro
Em 2006, Buring interpretou Olivia em uma montagem da peça Noite de Reis, de Shakespeare, organizada pela Companhia de Teatro de Exeter Northcott. Além disso, participou da peça Seducted, no Teatro de Finborough em Londres. Para da Companhia de Teatro MahWaff, ela atuou em Guardians, Monologue for an Ensemble e An Inspector Calls. De 2 a 27 de novembro de 2021, MyAnna interpretou a protagonista Vera, na peça de Mathilde Dratwa Milk and Gall, no Theatre503.

## Vida Pessoal
MyAnna vive no norte de Londres. Em maio de 2017, ela deu a luz à um menino. Em 2022, ela se abriu sobre a experiência de ter passado por uma depressão perinatal, mas, no geral, prefere não falar em detalhes sobre sua vida pessoal. 

## Ativismo
Myanna Buring é embaixadora da organização humanitária Women for Women, e passou a se envolver com a SolarAid em 2014. Ela é vocal sobre várias questões sociais, como a mudança climática e os direitos dos refugiados. No contexto do Guerra Israel-Hamas em 2023, Buring foi uma das mais de duas mil pessoas a assinarem a carta de Artistas para a Palestina, que pedia por um cessar-fogo e acusava os governos ocidentais de "não só tolerar crimes de guerra, mas também serem cúmplices e instigadores". 

## Filmografia

### Filmes
| Ano  | Título                                    | Papel                     | Notas            |
| ---- | ----------------------------------------- | ------------------------- | ---------------- |
| 2005 | The Descent                               | Sam                       |                  |
| 2006 | The Omen                                  | Jornalista de tabloide #2 |                  |
| 2007 | Grindhouse                                | Mulher                    | Segmento "Don't" |
| 2007 | English Language (with English Subtitles) | Esther                    | Curta-metragem   |
| 2008 | Doomsday                                  | Cally                     |                  |
| 2008 | Freakdog                                  | Shelby                    |                  |
| 2008 | Credo                                     | Alice                     |                  |
| 2009 | The Road to Vengeance                     |                           | Curta-metragem   |
| 2009 | Lesbian Vampire Killers                   | Lotte                     |                  |
| 2009 | City Rats                                 | Sammy                     |                  |
| 2009 | The Descent Part 2                        | Sam                       |                  |
| 2010 | The Devil's Playground                    | Angela                    |                  |
| 2010 | Half Hearted                              | Lauren                    | Curta-metragem   |
| 2011 | Au Revoir Monkeys                         | Anna                      |                  |
| 2011 | Way of the Morris                         | Will-O'-Wisps (voz)       | Documentário     |
| 2011 | Kill List                                 | Shel                      |                  |
| 2011 | The Twilight Saga: Breaking Dawn Part 1   | Tanya Denali              |                  |
| 2012 | The Twilight Saga: Breaking Dawn Part 2   | Tanya Denali              |                  |
| 2014 | Hyena                                     | Lisa                      |                  |
| 2014 | Lost in Karastan                          | Chulpan                   |                  |
| 2015 | Hot Property                              | Melody Munro              |                  |
| 2016 | The Comedian's Guide to Survival          | Nell                      |                  |
| 2019 | Official Secrets                          | Jasmine                   |                  |
| 2019 | Killer Anonymous                          | Joanna                    |                  |
| 2023 | 97 Minutes                                | Kim                       |                  |

### Televisão
| Ano         | Título                            | Papel               | Notas                                                |
| ----------- | --------------------------------- | ------------------- | ---------------------------------------------------- |
| 2004        | Murder Prevention                 | Michelle Wynne      | Episódio "Last Man Out: Part 1"                      |
| 2004        | Casualty                          | Kirsty Morrison     | Episódio "Past Imperfect"                            |
| 2006        | Doctor Who                        | Scooti Manista      | Episódio "The Impossible Planet"                     |
| 2007        | The Bill                          | Kim Heyes           | Episódio "Stealth Attack"                            |
| 2008        | Midsomer Murders                  | Mandy               | Episódio "Midsomer Life"                             |
| 2008        | The Wrong Door                    | Various             | 5 episódios                                          |
| 2010        | Comedy Lab                        | Inga                | Episódio "Filth"                                     |
| 2010        | Witchville                        | Jozefa              | Filme para televisão                                 |
| 2010        | Inspector George Gently           | Adriana Doyle       | Episódio "Peace & Love"                              |
| 2010        | Any Human Heart                   | Ingeborg            | 1 episódio                                           |
| 2011        | Super Eruption                    | Claire              | Filme para televisão                                 |
| 2012        | White Heat                        | Lilly               | 6 episódios                                          |
| 2012        | Blackout                          | Sylvie              | Drama de três partes                                 |
| 2012        | Downton Abbey                     | Edna Braithwaite    |                                                      |
| 2012        | The Poison Tree                   | Karen Clarke        | Drama de duas partes                                 |
| 2012 - 2013 | Downton Abbey                     | Edna Braithwaite    | Especial de Natal, quarta temporada                  |
| 2012 - 2016 | Ripper Street                     | Long Susan          | Personagem regular                                   |
| 2013        | Agatha Christie's Marple          | Lucky Dyson         | Episode A Caribbean Mystery                          |
| 2013        | Crossing Lines                    | Anika               | Episódios "The Animals" e "Desperation & Desperados" |
| 2014        | The Great War: The People's Story | Dorothy Lawrence    | Episódio "Reg, Alan, James and Dorothy"              |
| 2015        | Prey                              | Jules Hope          | Segunda temporada (três episódios)                   |
| 2015        | Dag                               | Anne                | Quarta temporada (personagem regular)                |
| 2015        | Banished                          | Elizabeth Quinn     | Sete episódios                                       |
| 2017        | In the Dark                       | DI Helen Weeks      | Quatro episódios                                     |
| 2018        | One Night                         | Elizabeth           | Série da NRK                                         |
| 2019 - 2023 | The Witcher                       | Tissaia de Vries    | Personagem principal (temporadas 1 - 3)              |
| 2020        | The Salisbury Poisonings          | Dawn Sturgess       | Três episódios                                       |
| 2022        | The Responder                     | Kate Carson         | Cinco episódios                                      |
| 2022        | Primal                            | Rikka (voz)         | Episódio "The Red Mist"                              |
| 2022        | Count Magnus                      | Froken de la Gardie | Filme para televisão                                 |
| 2024        | The Fall: Skydiver Murder Plot    | Victoria Cilliers   | Documentário                                         |

### Jogos
| Ano  | Título                                    | Papel          | Notas |
| ---- | ----------------------------------------- | -------------- | ----- |
| 2016 | The Witcher 3: Wild Hunt – Blood and Wine | Anna Henrietta |       |
| 2006 | Mia and the Dragon Princess               | Benicia        |       |

### Teatro
| Ano  | Título        | Papel  | Notas                         |
| ---- | ------------- | ------ | ----------------------------- |
| 2016 | Noite de Reis | Olivia | Teatro de Northcott, Exeter   |
| 2016 | Seduced       |        | Teatro de Finborough, Londres |
| 2021 | Milk and Gall | Vera   | Teatro503, Londres            |
| 2023 | Antrophology  | Merril | Teatro de Hampstead, Londres  |